# Alpes suizos

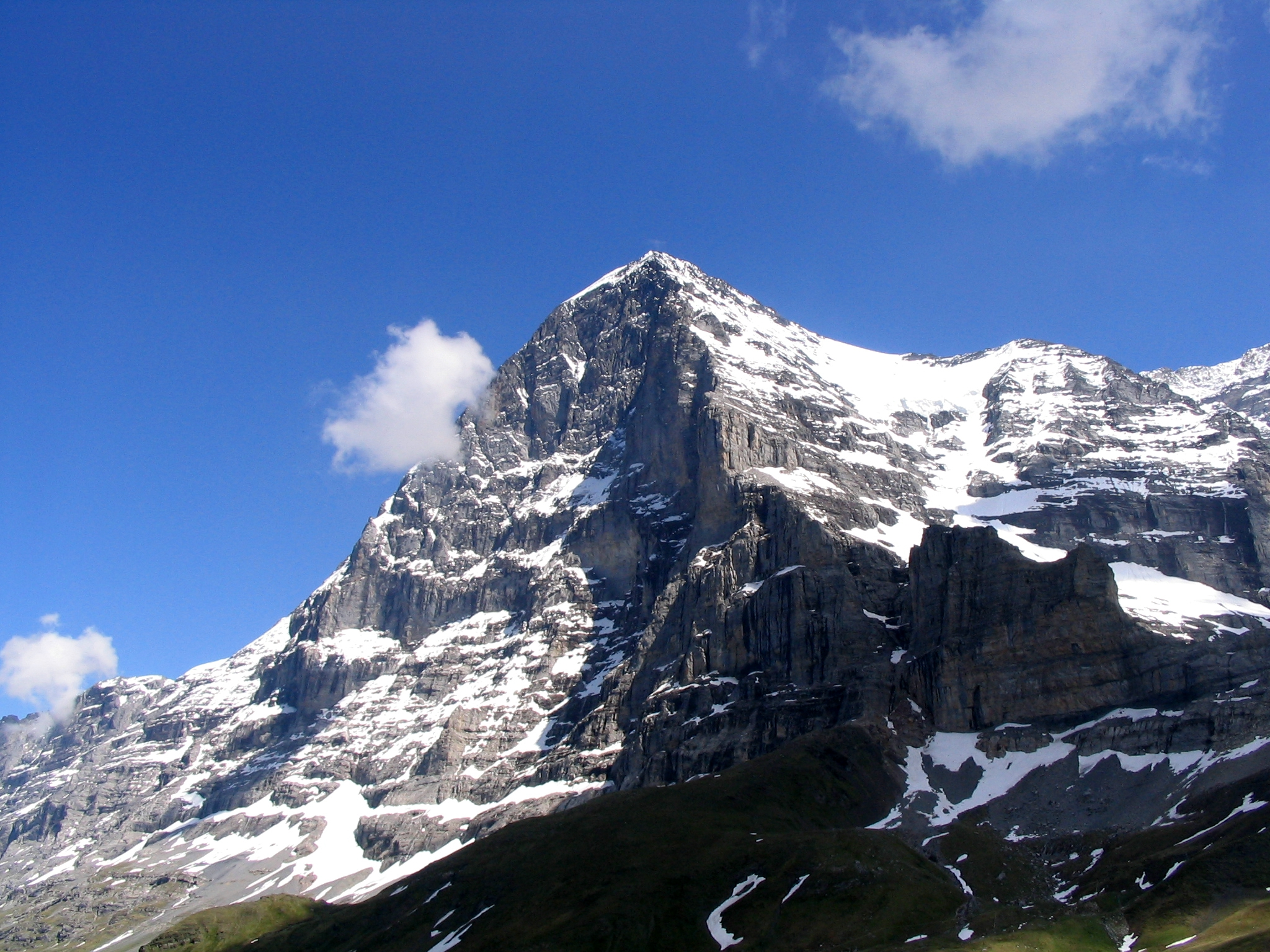
Cara norte del Eiger, en los Alpes berneses.

Los Alpes suizos es una zona que ocupa la mayor parte del territorio suizo, aproximadamente el 62,5 % del país, en sus zonas central y sudoriental. Se trata de una zona de levantamiento reciente que da su nombre a la orogenia alpina producida durante el terciario o cenozoico, que se va elevando progresivamente, con una altitud media de unos 1700 m s. n. m., pero que posee numerosas cumbres de más de 4000 m s. n. m. de altura.

## Turismo en Los Alpes
Casi la mitad de la superficie de Suiza supera los 1200 metros de altitud. Gran parte de este vasto espacio alpino no puede ser explotado, ni siquiera de forma extensiva. Pero los Alpes sirven, ante todo, como espacio de ocio y recreo, particularmente para la gente de ciudad.
Un 60% de los recursos nacionales del sector turístico se genera con el turismo alpino. Este progreso impulsó la creación de empleo en las zonas montañosas, pero también provocó serios problemas ecológicos, porque, a pesar de la densa red de comunicaciones ya existentes, los turistas prefieren ir en coche.

## Alpes occidentales

Alpes occidentales.

- Alpes valaisanos
- Alpes berneses
- Alpes lepontinos
- Alpes uraneses
- Alpes glaroneses
- Prealpes appenzelleses

## Alpes orientales

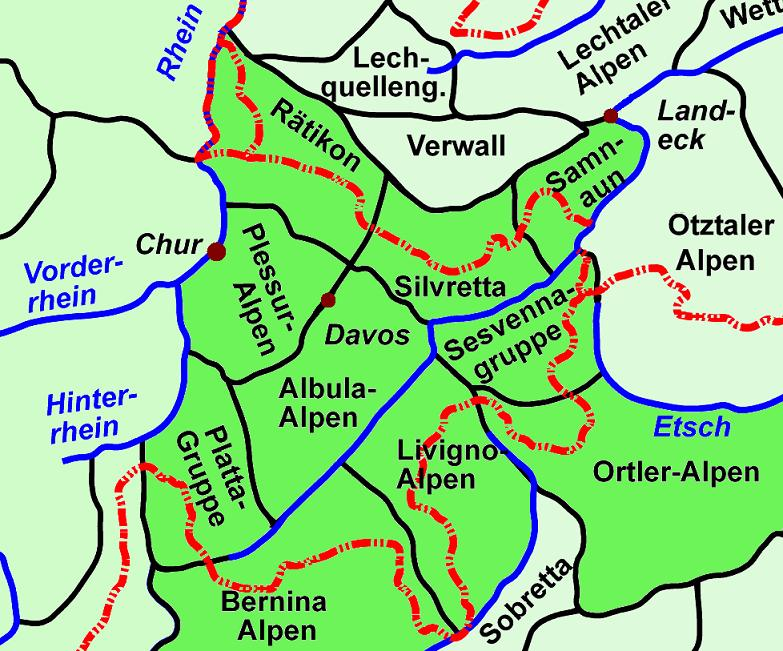
Alpes orientales.

- Alpes de Oberhalbstein
- Plessur
- Albula
- Rätikon
- Silvretta
- Alpes de Samnaun
- Bernina
- Alpes de Livigno
- Ortler
- Sesvenna